# LPDDR
LPDDR (ang. Low Power Double Data Rate) – rodzaj pamięci typu RAM zaprojektowany specjalnie dla urządzeń mobilnych, który został opracowany przez JEDEC Solid State Technology Association. Znany jest również pod nazwą mDDR (ang. Mobile DDR SDRAM).

## Rodzaje pamięciDDR

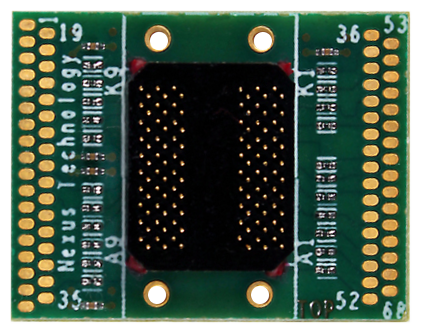
Pamięć LPDDR

Rozróżniamy trzy podstawowe rodzaje pamięci DDR:
1. standardowe układy DDR,
2. mobilne układy DDR (LPDDR),
3. układy dedykowane dla kart graficznych (GDDR).

Pamięć DDR dla urządzeń mobilnych (LPDDR) to klasa pamięci DDR, którą można znaleźć w smartfonach, tabletach, ultrabookach, urządzeniach Internetu rzeczy (IoT). Ponieważ sprzęt, w których jest instalowana pamięć typu LPDDR, jest często zasilany z baterii, pamięć LPDDR musi być zoptymalizowana pod kątem zapewniania dobrej wydajności przy niskim poborze prądu.

## Generacje pamięci LPDDR[2]
| Nazwa   | Rok wydania | Transfer (MT/s) | Napięcie zasilania |
| ------- | ----------- | --------------- | ------------------ |
| LPDDDR  | 2008        | 333-400         | 1.2V               |
| LPDDR2  | 2010        | 800-1066        | 1.2V               |
| LPDDR3  | 2012        | 1600-1866       | 1.2V               |
| LPDDR4  | 2014        | 3200            | 1.1V               |
| LPDDR4X | 2017        | 3200-4267       | 0.6V               |
| LPDDR5  | 2020        | 6400            | 0.5V               |
| LPDDR5X | 2023        | b.d.            | b.d.               |

## Różnice między pamięcią DDR i LPDDR[2]
Główne obszary różnic to:
1. Wydajność,
2. Efektywność,
3. Cena,
4. Możliwość rozbudowy.

Porównując dwa podobne laptopy, jeden wyposażony w pamięć DDR, a drugi w LPDDR główna różnica polega na wydajności i długości pracy na baterii. Laptop korzystający z pamięci DDR będzie działał szybciej niż jego odpowiednik z pamięcią LPDDR w tych samych testach porównawczych. Natomiast laptop oparty na układach LPDDR będzie bardziej energooszczędny. Cena zwykłych pamięci DDR jest niższa w porównaniu do pamięci LPDDR, na co ma głównie wpływ mniejszy rozmiar i wyższa wydajność pamięci LPDDR. W przeciwieństwie do laptopów z pamięciami DDR, laptopów LPDDR nie można łatwo modernizować. Pamięć LPDDR jest lutowana bezpośrednio na płycie głównej. Zaletą pamięci DDR jest to, że większość komputerów opartych na pamięci DDR ma gniazda pamięci i wymienną pamięć RAM.